# Беллєр (Огайо)
Беллєр (англ. Bellaire) — селище (англ. village) в США, в окрузі Бельмонт штату Огайо. Населення — 3870 осіб (2020).

## Географія
Беллєр розташований за координатами 40°0′59″ пн. ш. 80°44′50″ зх. д. / 40.01639° пн. ш. 80.74722° зх. д. (40.016511, -80.747334).  За даними Бюро перепису населення США в 2010 році селище мало площу 4,34 км², з яких 4,27 км² — суходіл та 0,07 км² — водойми.

## Демографія
Згідно з переписом 2010 року, у селищі мешкало 4278 осіб у 1836 домогосподарствах у складі 1056 родин. Густота населення становила 985 осіб/км².  Було 2187 помешкань (504/км²).
Расовий склад населення:
| - 91,9 % — білих - 5,5 % — чорних або афроамериканців - 0,3 % — корінних американців - 0,2 % — азіатів |

До двох чи більше рас належало 2,2 %. Частка іспаномовних становила 0,8 % від усіх жителів.
За віковим діапазоном населення розподілялося таким чином: 23,4 % — особи молодші 18 років, 60,7 % — особи у віці 18—64 років, 15,9 % — особи у віці 65 років та старші. Медіана віку мешканця становила 38,9 року. На 100 осіб жіночої статі у селищі припадало 92,1 чоловіків;  на 100 жінок у віці від 18 років та старших — 88,9 чоловіків також старших 18 років.
Середній дохід на одне домашнє господарство  становив 38 810 доларів США (медіана — 26 677), а середній дохід на одну сім'ю — 47 396 доларів (медіана — 39 294). Медіана доходів становила 33 158 доларів для чоловіків та 27 589 доларів для жінок. За межею бідності перебувало 30,3 % осіб, у тому числі 48,0 % дітей у віці до 18 років та 16,8 % осіб у віці 65 років та старших.
Цивільне працевлаштоване населення становило 1718 осіб. Основні галузі зайнятості: освіта, охорона здоров'я та соціальна допомога — 24,5 %, мистецтво, розваги та відпочинок — 15,1 %, роздрібна торгівля — 14,3 %.

## Відомі люди
- Тед Левайн (* 1957) — американський актор.